# Stornoway (Hébrides extérieures)
Pour les articles homonymes, voir Stornoway.
Stornoway (Steòrnabhagh en gaélique écossais) est une ville de 8 000 habitants située sur Lewis, dans les Hébrides extérieures en Écosse. C'est la ville principale et le centre administratif des Hébrides extérieures. Elle héberge le Comhairle nan Eilean Siar (en), conseil régional des Hébrides extérieures et constitue la capitale administrative du council area après avoir été celle de la région. Bien que l'écossais soit courant, la langue principale de la ville reste l'anglais, y compris sur les panneaux routiers, ce qui est assez rare dans les Hébrides extérieures.
Les Hébrides ont échappé à la domination de l’Empire romain et les Gaëls ne cherchaient pas à fonder de villes. C’est pourquoi, malgré une présence humaine ancienne, la ville n’a été fondée qu’au IXe siècle, par les Vikings gaels, ou Gall Gàidheal, qui lui donnèrent le nom de « Stjórnavágr » qui, en vieux norrois, signifie « baie de navigation », une référence au fait que la baie servait de port naturel.  
La ville s'est construite autour de trois villages, incluant ainsi le port de pêche d'où partent des ferries à destination de Ullapool.
Les constructions intéressantes de Stornoway sont le Stornoway Town Hall, où l'on trouve une galerie d'art, et le Lews Castle, un château néo-gothique.
En 1919, Stornoway a vu le naufrage du HMY Iolaire, une des pires catastrophes maritimes ayant eu lieu dans les eaux britanniques.

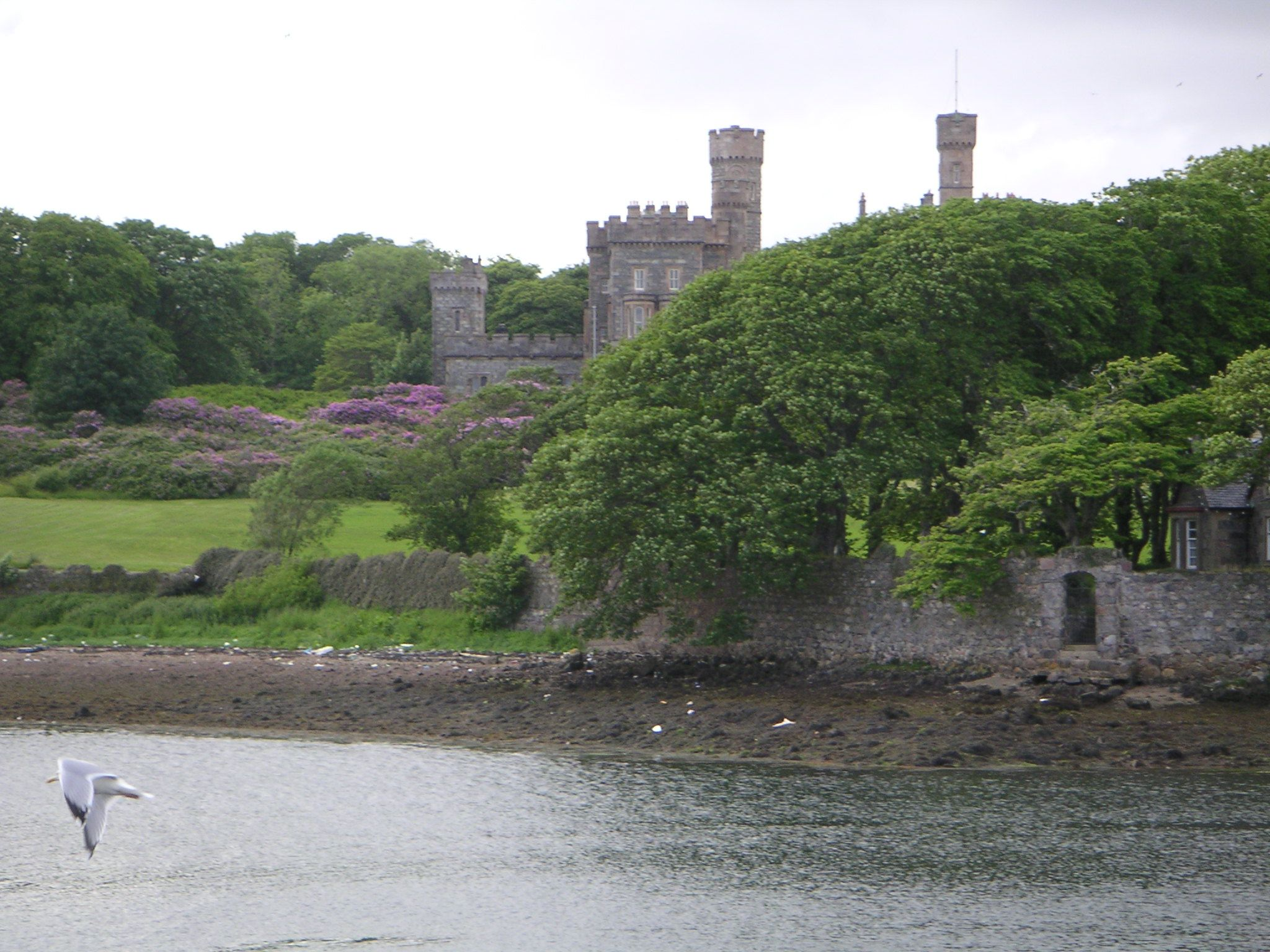
Lews Castle à Stornoway
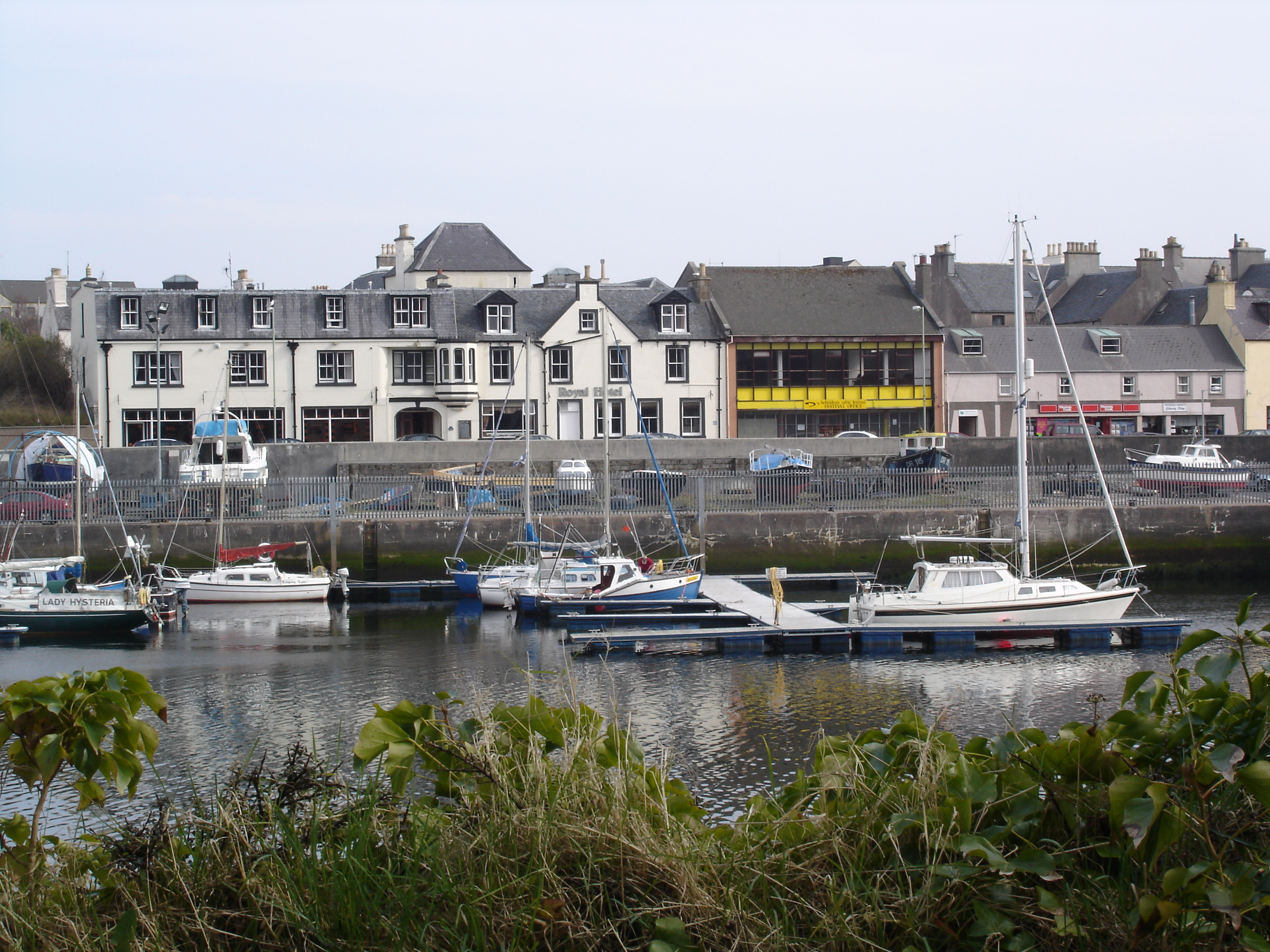
Port de Stornoway

## Climat
Stornoway a un climat de type Cfb (océanique) avec, comme record de chaleur, 26,3 °C le 3 août 1999 et, comme record de froid, −12,2 °C le 21 janvier 1960. La température moyenne annuelle est de 8,3 °C.
| Mois                              | jan.  | fév.  | mars  | avril | mai  | juin | jui. | août | sep.  | oct.  | nov.  | déc.  | année   |
| --------------------------------- | ----- | ----- | ----- | ----- | ---- | ---- | ---- | ---- | ----- | ----- | ----- | ----- | ------- |
| Température minimale moyenne (°C) | 2     | 1,9   | 2,6   | 3,7   | 6    | 8,2  | 10,3 | 10,3 | 8,6   | 6,4   | 3,7   | 2,7   | 5,6     |
| Température moyenne (°C)          | 4,5   | 4,5   | 5,3   | 6,7   | 9,1  | 11   | 13,1 | 13,1 | 11,3  | 9,1   | 6,4   | 5,2   | 8,3     |
| Température maximale moyenne (°C) | 7     | 7     | 8     | 9,5   | 12,1 | 13,8 | 15,8 | 15,9 | 14    | 11,7  | 8,9   | 7,6   | 11      |
| Record de froid (°C)              | −12,2 | −11,1 | −10,6 | −8,9  | −4,4 | −0,6 | 0    | 0,6  | −0,4  | −4,4  | −7,8  | −11,2 | −12,2   |
| Record de chaleur (°C)            | 14,4  | 13,9  | 17,2  | 20,8  | 23,9 | 25,6 | 26,2 | 26,3 | 25    | 21,1  | 16,3  | 14,4  | 26,3    |
| Précipitations (mm)               | 142,4 | 105,7 | 113,2 | 71,1  | 57,5 | 64,5 | 72,8 | 81,6 | 113,8 | 135,8 | 145,1 | 136,9 | 1 240,4 |

## Transport
L'aérodrome de Stornoway est situé à l'est de la ville et desserve plusieurs villes en Grande-Bretagne et sur l'archipel même58° 12′ 56″ N, 6° 19′ 52″ O

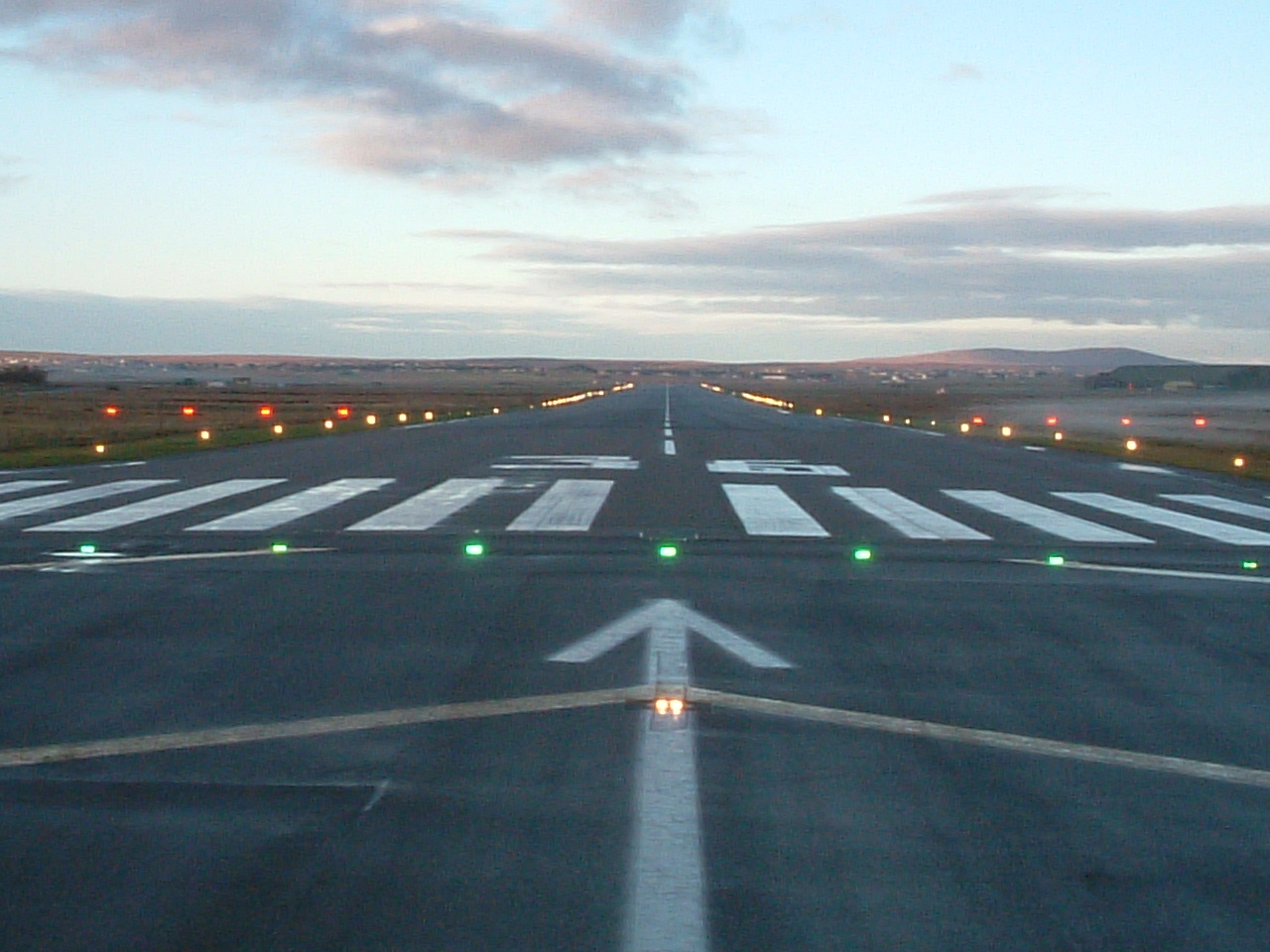
Piste de l'aéroport de Stornoway

## Personnalités
- Peat and Diesel, groupe de punk gaélique originaire de Stornoway.